# Leptomiza bilinearia
Leptomiza bilinearia là một loài bướm đêm trong họ Geometridae.